# Nicolás Pareja
Nicolás Martín Pareja (Buenos Aires, 19 de janeiro de 1984) é um ex-futebolista argentino que atuava como zagueiro.

## Títulos
Sevilha
- Liga Europa: 2014–15, 2015–16